# Rosendal, Noruega
Rosendal és el centre administratiu del municipi de Kvinnherad al Comtat de Hordaland, a Noruega. El poble està ubicat a la riba sud del Hardangerfjorden, a aproximadament 4 quilòmetres (2.5 milles) al nord del poble de Dimmelsvik i a aproximadament 10 quilòmetres (6.2 milles) a l'oest de la vasta glacera Folgefonna situada en el proper Parc Nacional de Folgefonna. El poble és especialment conegut per la Baronia Rosendal, un estat històric ubicat a Rosendal. L'església Kvinnherad també està ubicada al poble.
L'extensió de 1.14 quilòmetre quadrat (280 acres) del poble registra una població (l'any 2013) de 768 habitants, el tercer nucli urbà més gran a Kvinnherad. L'àrea del poble té una densitat de població de 674 habitants per quilòmetre quadrat (1,750/milles quadrades ). La seva economia està centrada en l'agricultura, la construcció naval i el turisme. El constructor de vaixells Skaalurens Skibsbyggeri es va establir a Rosendal l'any 1855.
Es publica el diari Grenda al poble.